# Plateau de Dayes
Le Plateau de Daye est une formation géographique située dans la région des plateaux au Togo. Il culmine à environ 669 mètres d'altitude et est réputé pour ses paysages verdoyants, ses cascades et ses sentiers de randonnée.

## Géographie
Le plateau est caractérisé par une végétation dense et un climat relativement frais par rapport aux plaines environnantes. Il est situé à proximité de plusieurs villages, dont Danyi-Apéyémé, et offre des vues panoramiques sur les environs,.

## Tourisme
Le Plateau de Daye est une destination prisée pour l'écotourisme et la randonnée. La cascade de Daye, nichée dans une forêt luxuriante, attire de nombreux visiteurs. Des sentiers balisés permettent d'explorer la région et d'observer la faune et la flore locales.